# 3،2،1-ثلاثي نترو البنزين
3,2,1-ثلاثي نترو البنزين هو إحدى مُشتقات البنزين-المُنترتة.